# Sexuelle Gewalt im Zweiten Weltkrieg
Sexuelle Gewalt im Zweiten Weltkrieg umfasste Zwangsprostitution in nationalsozialistischen Lagerbordellen, in Armeebordellen der deutschen Wehrmacht und der Armee Japans (→ Trostfrauen und Kriegsverbrechen der japanischen Streitkräfte im Zweiten Weltkrieg) sowie Massenvergewaltigungen, die Soldaten der Achsenmächte und der Alliierten im Zweiten Weltkrieg jeweils an Frauen gegnerischer Staaten begingen.
Diese Verbrechen wurden in den 1990er Jahren zu einem besonderen Forschungsthema der Geschichtswissenschaft.

## Wehrmacht
Sexualverbrechen und Vergewaltigungen durch Soldaten der Wehrmacht blieben bis Ende der 1990er Jahre weitgehend unerforscht. Der Militärhistoriker Wolfgang Petter wies 1999 darauf hin, dass ein Befehl des Oberkommandos des Heeres vom 5. Juli 1940 letztlich darauf hinauslief, bei Vergewaltigungen „den schonendsten Straftenor zu wählen“. Dass die Wehrmacht häufig kein Interesse daran hatte, sexuelle Gewalt gegen Zivilisten zu verfolgen und zu dokumentieren, habe daran gelegen, so die Historikerin Birthe Kundrus im gleichen, vom Militärgeschichtlichen Forschungsamt herausgegebenen Band, dass „im Rahmen des rassenideologisch motivierten Eroberungs- und Vernichtungskrieges die Demütigung der Bevölkerung einen festen Bestandteil der Kriegführung darstellte.“
In ihrer 2004 publizierten Dissertation zu sexueller Gewalt von Soldaten der Wehrmacht stellte Birgit Beck fest, dass 5349 Soldaten der Wehrmacht bis 1944 wegen „Sittlichkeitsvergehen“, vor allem „Notzucht“ verurteilt wurden. Wie groß im Verhältnis zu diesen dokumentierten Fällen die Dunkelziffer an sexuellen Gewalttaten war, lässt sich aufgrund des mangelnden Interesses der Wehrmachtführung an Strafverfolgungen und der „dürren Quellenlage“ nicht seriös schätzen. Beck betont, dass vor allem der zum Unternehmen Barbarossa gehörende Kriegsgerichtsbarkeitserlass vom 13. Mai 1941, der Straftaten deutscher Soldaten gegen sowjetische Zivilisten dem militärgerichtlichen „Verfolgungszwang“ entzog, die Grundlage für die Strafverfolgung sexueller Delikte zerstörte und ihre Erfassung weitgehend verhinderte. Vergewaltigungen sowjetischer Frauen durch deutsche Soldaten seien am häufigsten „im Rahmen der Einquartierungen in zivile Häuser, bei angeordneten Requirierungen oder im Zusammenhang mit Plünderungen“ erfolgt.
Regina Mühlhäuser bestätigt in ihrer einschlägigen, speziell auf den Deutsch-Sowjetischen Krieg bezogenen Dissertation 2010 diese Befunde und stellt fest, dass die wenigsten von Soldaten der Wehrmacht begangenen sexuellen Gewalttaten disziplinarische Konsequenzen nach sich zogen oder gerichtlich geahndet wurden. Sexuelle Gewalttaten deutscher Soldaten gegen sowjetische Frauen hätten keine seltenen Ausnahmehandlungen dargestellt, gelegentlich seien sogar ganze Einheiten in sexuelle Gewaltexzesse verwickelt gewesen. Zudem gibt es, so Mühlhäuser, „verschiedene Belege dafür, dass die Ermordung von Jüdinnen nach sexuellen Gewalttaten kein Einzelfall war“.
Laut der Sozialwissenschaftlerin Christa Paul war der Alltag in Wehrmachtsbordellen in Osteuropa von sexueller Gewalt geprägt.

## Rote Armee

### Verlauf
Beim Vormarsch der Roten Armee auf das Gebiet des Deutschen Reiches vergewaltigten Rotarmisten massenhaft deutsche Frauen, besonders bei und nach der Schlacht um Berlin. Barbara Johr schätzt, dass dabei an die zwei Millionen Frauen und Mädchen Opfer sexueller Gewalt wurden, etwa 1,4 Millionen bei Flucht und Vertreibung aus den deutschen Ostgebieten, 600.000 in Berlin und der späteren Sowjetischen Besatzungszone. Etwa 10.000 vergewaltigte Frauen starben an den Folgen, vielfach auch durch Suizid. Ilko-Sascha Kowalczuk und Stefan Wolle gehen von 110.000 bis 800.000 Fällen in Berlin im Jahr 1945 aus. Schätzungsweise 40 Prozent der Opfer wurden mehrfach vergewaltigt. Bis 1947 vergewaltigten Rotarmisten in der SBZ geschätzt bis zu zwei Millionen Frauen. Norman M. Naimark betont, dass all diese Zahlen auf Schätzungen und Hochrechnungen beruhen:

„Es ist hochgradig unwahrscheinlich, dass Historiker jemals wissen werden, wie viele deutsche Frauen von sowjetischen Soldaten in den Monaten vor und den Jahren nach [der] Kapitulation vergewaltigt wurden.“

Auch die Konstanzer Historikerin Miriam Gebhardt hält es für unmöglich, genaue Zahlen zu ermitteln, erachtet aber die Zwei-Millionen-Angabe für deutlich zu hoch gegriffen. Sie geht von je ungefähr 4.300 aufgrund von Vergewaltigungen durch alliierte Soldaten in den Gebieten der späteren Bundesrepublik bzw. der kleineren SBZ/DDR geborenen Kindern aus, also zusammen ca. 8.600 Kindern von Vergewaltigungsopfern und errechnet auf dieser Basis eine Zahl von insgesamt 860.000 Vergewaltigungsopfern auf deutschen Gebieten, wonach die Soldaten der Roten Armee ungefähr die Hälfte dieser Vergewaltigungen begangen hätten.
Zeugen und Beteiligte haben vielfach solche Vergewaltigungen beschrieben, darunter auch solche von Jüdinnen, die aus einem KZ oder einem Versteck befreit worden waren, in dem sie der Deportation entronnen waren.
Die Führung der Roten Armee hatte Vergewaltigungen deutscher Frauen streng verboten und harte Strafen angedroht. Wie die Vorschriften gehandhabt wurden, lag allerdings in den Händen der einzelnen Ortskommandanten. Manche bestraften Vergewaltigungen und Plünderungen mit dem Tod oder Auspeitschung, andere ignorierten die sexuelle Gewalt ihrer Soldaten. Seit dem Sommer 1946 schränkte die sowjetische Führung die Kontakte ihrer Soldaten mit der deutschen Bevölkerung aus politischen und ideologischen Gründen sukzessive ein. Die sowjetischen Truppen wurden 1947 in eigenen Gebieten konzentriert, in denen keine Deutschen mehr wohnen durften. Zugleich wurde der Druck auf die Kommandanten erhöht und schließlich Anfang 1949 die Mindeststrafe für Vergewaltigung auf zehn bis fünfzehn Jahre Arbeitslager festgesetzt.
Laut Atina Grossman wurden in Berlin die meisten der Schwangerschaften, die durch Vergewaltigung durch sowjetische Soldaten entstanden waren, durch Abtreibung beendet. Im Einverständnis mit den zunächst noch nationalsozialistischen, später alliierten Behörden sowie der evangelischen Kirche wurde der § 218 für diese Fälle de facto außer Kraft gesetzt. Den Schwangeren wurden eidesstattliche Versicherungen über ihre Vergewaltigung durch Rotarmisten abverlangt. Darin begründeten sie ihren Wunsch teils mit ihrer sozialen Notlage, teils mit der „Fremdrassigkeit“ der Vergewaltiger. Letztere Begründung knüpfte einerseits an die sozialpolitischen Diskurse der Weimarer Republik, teils an Rassentheorie und Eugenik aus der NS-Zeit an. Während der Besatzungszeit wurde eine Anzahl von „Russenkindern“ geboren, viele von ihnen als Ergebnis einer Vergewaltigung. Norman Naimark schreibt über die sozialpsychologischen Folgen der Vergewaltigungen:

„In jedem Fall, so wie das Vergewaltigungsopfer die Folgen des Verbrechens sein Lebtag mit sich herumtrug, so war die gemeinsam empfundene Pein fast unerträglich. Die Sozialpsychologie von Männern und Frauen in der Sowjetzone wurde durch die Verbrechen in den ersten Tagen der Besatzung über die Gründung der DDR im Herbst 1949 bis heute geprägt.“

### Historische Erklärungen
Naimark nennt als mögliche Ursachen „Hasspropaganda, leidvolle Erfahrungen in den Heimatländern und ein erniedrigendes Bild deutscher Frauen in der Presse und unter den Soldaten“. Er verweist ferner darauf, dass es bei Sowjetbürgern eine Neigung zum Alkoholexzess gegeben habe und dass in den seines Erachtens patriarchalisch strukturierten russischen und angrenzenden asiatischen Gesellschaften vergangene Entehrung durch die Vergewaltigung feindlicher Frauen habe wettgemacht werden können. Der höhere Lebensstandard der meisten Deutschen, etwa Toiletten im Haus, könne zu einem „nationalen Minderwertigkeitskomplex“ geführt haben, der zusammen mit dem Wunsch nach Rache die Vergewaltigungen verursacht gehabt haben könnte. Hans-Ulrich Wehler nennt die Massenvergewaltigungen einen „unendlich demütigenden, oft tödlichen Preis“, den die Frauen für die Verbrechen der Männer im Vernichtungskrieg zahlen mussten.
Zu ihren Ursachen zählt Jan Foitzik die nationalsozialistischen Befehle in der Endphase des Krieges, vor der Eroberung stehende Ortschaften zur „Festung“ zu erklären und „bis zum letzten Atemzug“ zu verteidigen. Damit sei die Zivilbevölkerung unter Bruch des Kriegsvölkerrechts und militärisch sinnlos als Schutzschild missbraucht worden. Dies habe das Verhalten der Eroberer situativ beeinflusst und zu exzessiven Plünderungen und Vergewaltigungen beigetragen.

### Rezeption
In Westdeutschland dienten sowjetische Gewalttaten der Kriegs- und Nachkriegszeit dazu, das ganze deutsche Volk als Opfernation darzustellen. Die westdeutsche Geschichtsschreibung benutzte sie zunächst unter apologetischen Vorzeichen dazu, die Erinnerung an die deutsche Verantwortung für NS-Verbrechen gegen Sowjetbürger zu vermeiden. Die Deutsche Studentenbewegung der 1960er Jahre drängte die apologetische Sichtweise zurück; sie wurde in den 1970er Jahren durch eine kritische Aufarbeitung der NS-Vergangenheit abgelöst.
 
Helke Sander, Barbara Johr und andere behaupteten in den 1990er Jahren, die sowjetischen Vergewaltigungen seien ein bisher verdrängtes, in beiden deutschen Staaten jahrzehntelang tabuisiertes Thema gewesen. 
Verschiedene Autoren kritisierten Sanders und Johrs Darstellung der Vergewaltigungen als unpolitisch (Atina Grossmann 1995), als Unterschlagung wichtiger Details des historischen Kontextes (Stuart Liebman, Annette Michelson) oder als Beispiel für eine ahistorische Herangehensweise an die kriegsbedingte Vergewaltigung (Pascale Bos). Bos sah einen inneren Widerspruch bei Sander und Johr: Sie hätten die Vergewaltigungen deutscher Frauen einerseits als frauenfeindliche Tat zu verallgemeinern, andererseits als Form des Genozids durch rassisch unterlegene sowjetische Soldaten an rassisch überlegenen deutschen Frauen darzustellen versucht. Damit hätten sie unterstellt, dass solch ein Missbrauch besonders grausam für die Opfer war; zugleich hätten sie Vergewaltigungen von sowjetischen Frauen durch Wehrmachtsoldaten nicht für besonders erwähnenswert gehalten. Grossmann betonte, sowjetische Massenvergewaltigungen seien zwischen Müttern und Töchtern in Familien regelmäßig thematisiert, also keineswegs totgeschwiegen worden. Sie sah bei Historikern eine regelrechte „Angst“, die Behandlung dieses Themas könne die NS-Vergangenheit entschuldigen und den Vernichtungskrieg der Wehrmacht als normalen Krieg erscheinen lassen.
In der SBZ thematisierte ein Leitartikel der Zeitung Neues Deutschland die sowjetischen Vergewaltigungen 1948 erstmals öffentlich. Die Geschichtsschreibung der DDR behandelte diese Taten als Tabuthema. Ausnahmen gab es aber vereinzelt in der ostdeutschen Memoirenliteratur. Christa Wolf deutete das Thema der Vergewaltigungen in ihrer Erzählung Blickwechsel (1970) nur kurz an, vermied es aber in ihrer Autobiografie. Werner Heiduczek erwähnte es kurz in seinem Roman Tod am Meer (1977), der deswegen nach der zweiten Auflage verboten wurde. Erwin Strittmatter behandelte die Vergewaltigungen als zentralen Konflikt in seinem Roman Der Wundertäter (1978). Er wurde deshalb von der staatlichen Zensur genötigt, vorhergehende NS-Verbrechen zu ergänzen, um einem Veröffentlichungsverbot zu entgehen. Wulf Kirsten beschrieb in dem autobiographischen Erzählungsband Die Prinzessinnen im Krautgarten (2000) die mehrmalige Vergewaltigung eines 17-jährigen Mädchens in seinem Heimatdorf Klipphausen.
Jüngere deutsche Filme wie Der Untergang haben auf die Massenvergewaltigungen durch die Rote Armee angespielt, sie aber nicht direkt erwähnt. Die Filme Eine Mittelgewichts-Ehe und Joy Division von 2006 sowie The Good German – In den Ruinen von Berlin sprechen das Thema direkt an. Es war Anlass zu vielen feministischen Debatten. Das erste autobiografische Buch zum Thema, Eine Frau in Berlin von 1954, wurde 2008 als Anonyma – Eine Frau in Berlin verfilmt. Das Buch stieß in Deutschland zunächst auf Ablehnung, erfährt heute aber eine neue Akzeptanz und ermutigt viele Frauen, von der eigenen Vergangenheit zu sprechen. Als erste Veröffentlichung einer Betroffenen unter eigenem Namen erschienen im Jahr 2010 Tagebuchaufzeichnungen von Gabriele Köpp unter dem Titel Warum war ich bloß ein Mädchen? Das Trauma einer Flucht 1945.
Die Historikerin Miriam Gebhardt geht in ihrer 2015 erschienenen Studie von mindestens 860.000 Vergewaltigungen deutscher Frauen vom Herbst 1944 bis zum Ende des Besatzungsstatus 1955 aus. Ihr zufolge wurde an die Opfer sexueller Gewalt durch westalliierten Soldaten im öffentlichen Diskurs nicht erinnert, denn wie in der DDR die Untaten von Rotarmisten verschwiegen worden seien, habe man in der alten Bundesrepublik kein Interesse daran gezeigt, die Übergriffe der demokratischen Befreier zu erörtern. Lediglich die von Rotarmisten vergewaltigten Frauen hätten im Westen eine „ideologisch instrumentalisierte Form der Anerkennung“ erfahren und seien „Belastungszeugen im Ost-West-Konflikt“ geworden. In der DDR hingegen wurde mit einer Mischung von Nichtthematisieren der Verbrechen und dem wie selbstverständlichen Unterstellen einer „Urschuld“ der Deutschen operiert, die spätere Übergriffe der Befreier letztlich gerechtfertigt erscheinen ließen.

## US-Armee
Soldaten der US-Army vergewaltigten nach Angaben des amerikanischen Kriminologen J. Robert Lilly beim Vormarsch auf deutsches Gebiet 1945 schätzungsweise 11.040 deutsche Frauen. Lilly kommt auf diese Zahl, indem er entsprechende Verhandlungen vor amerikanischen Militärgerichten als Datenbasis nimmt und davon ausgeht, dass jedes zwanzigste sexuelle Delikt zur Anzeige gebracht wurde. Meist waren es Gruppenvergewaltigungen. Die meisten Fälle geschahen bis zum Frühjahr 1946. Auch hier wurden manche der Opfer anschließend getötet oder starben an den Folgen. Die Historikerin Miriam Gebhardt geht auf Grundlage der ungefähr 37.000 amerikanischen Besatzungskinder, die Mitte der 1950er Jahre registriert waren, von ca. 190.000 Vergewaltigungen durch Soldaten der US-Armee aus, da erfahrungsgemäß fünf Prozent dieser Kinder aus einer Vergewaltigung hervorgingen, wobei im Durchschnitt 100 Vergewaltigungen zu einem Kind führten.
Für US-Soldaten in Deutschland galt ein Fraternisierungsverbot; sie betrachteten Geschlechtsverkehr jedoch nicht als Fraternisierung (copulation without conversation is not fraternization). Vielfach sollen betrunkene US-Soldaten eine deutsche Familie in ihrem Haus mit Waffen bedroht, eine oder mehrere Frauen zum Sex gezwungen und danach die ganze Familie auf die Straße befördert haben.
US-Militärgerichte machten allenfalls Afroamerikanern unter den Tätern den Prozess und bestraften einige davon, nicht jedoch hellhäutige Täter. Carol Huntington zufolge waren afroamerikanische Täter wegen der damaligen Rassentrennung in den USA und der US-Army eher von Bestrafung bedroht. Laut Heide Fehrenbach sahen US-Offiziere wegen ihres Rassismus nur bei Vergehen von Afroamerikanern eine Gefährdung des Status oder der politischen Ziele der US-Armee in Deutschland.

## Französische Armee
Miriam Gebhardt zufolge sind 50.000 deutsche Frauen französischen Soldaten zum Opfer gefallen.
Marc Hillel zufolge kam es zu „385 Vergewaltigungen im Gebiet von Konstanz; 600 in Bruchsal; und 500 in Freudenstadt.“ Auch in Höfingen bei Leonberg kam es zu solchen Taten.
Norman Naimark zufolge waren in den westlichen Besatzungszonen nur die französisch-marokkanischen Truppen in ähnlicher Weise disziplinlos wie die sowjetischen Soldaten. Vor allem während der Besetzung Badens und Württembergs sahen sich deutsche Frauen ähnlicher sexueller Gewalt ausgesetzt wie in der sowjetischen Besatzungszone.

## Britische Armee
Nach Miriam Gebhardt haben die Angehörigen der disziplinierteren britischen Armee und Besatzungsmacht trotz ihres weit größeren Besatzungsgebiets, das viermal so viele Menschen umfasste wie das französische, 45.000 Frauen vergewaltigt.